# Poarta dinspre Tâmpa din Brașov

Poarta dinspre Tâmpa, vedere de deasupra

Săpăturile efectuate în 2005 - 2006 pentru renovarea porțiunii de zid de sub Tâmpa au scos la iveală, la baza unui turn de pulbere dărâmat, o mare poartă zidită. Aceasta este boltită și suficient de largă (2 metri lățime și 3 înălțime) pentru a permite trecerea căruțelor pe sub ea. A fost descoperită în vara lui 2005 de către un grup de arheologi brașoveni conduși de Ionel Bauman și Stelian Coșuleț. Acesta din urmă a declarat într-un interviu:
„Memoria acestei porți s-a pierdut, atît în documentele scrise, cît și în planuri, hărți sau stampe. Nu putem avea o explicație. Această poartă deschidea un drum ce venea dinspre Tîmpa. Ea nu are caracterul amplu al celorlalte intrări în oraș cu incinte, cu barbacane, cu mai multe turnuri. Este o poartă simplă practicată într-un turn. Dar, indubitabil, este cea de-a cincea poartă de intrare în oraș.” (Monitorul Expres, ediția din 11.07.2005)
Primele estimări plasează construcția turnului - poartă în secolele XIV - XV și se consideră că în jurul anului 1735 poarta era deja zidită.
Probabil pe aici erau scoase vitele la pășunat, în vreme de asediu, pe tăpșanul dintre zid și munte (se știe acest fapt, ceea ce nu se știa, sau se presupunea doar, era pe unde se scoteau).